# Линденберг, Удо
Удо Герхард Линденберг (нем. Udo Gerhard Lindenberg; род. 17 мая 1946, Гронау) — немецкий рок-певец, писатель и художник.
В 1969 году основал свой первый ансамбль Free Orbit, где играл на ударных и частично пел. Первая грампластинка вышла в октябре 1970 года.
В 1985 году дал концерты в Москве, выступил вместе с Аллой Пугачёвой. Результатом этих концертов стал альбом Radio Eriwahn.
В 2011 году в Берлине по песням Удо Линденберга поставлен мюзикл Hinterm Horizont («За горизонтом»), включивший в себя самые известные песни музыканта. В нём рассказывается история «Девушки из Восточного Берлина», в честь которой названа одна из песен Линденберга. Выпущенный в том же году концертный альбом в рамках MTV Unplugged — Live aus dem Hotel Atlantic — стал вторым альбомом № 1 в карьере Линденберга, в первые две недели продаж разойдясь тиражом в 200 000 копий.

## Дискография
- 1971 Lindenberg
- 1972 Daumen im Wind
- 1973 Alles klar auf der Andrea Doria
- 1974 Ball Pompös
- 1975 Votan Wahnwitz и No Panic (на английском)
- 1976 Galaxo Gang, Das Waldemar Wunderbar-Syndikat и Sister King Kong
- 1977 Panische Nächte
- 1978 Dröhnland Symphonie, Geen Paniek (на нидерландском) и Lindenbergs Rock Revue
- 1979 Der Detektiv — Rock Revue II и Livehaftig (live Do-LP)
- 1980 Panische Zeiten
- 1981 Udopia
- 1982 Intensivstationen (Live Doppel LP) и Keule
- 1983 Odyssee и Lindstärke 10 (Live-LP)
- 1984 Götterhämmerung
- 1985 Sündenknall и Radio Eriwahn (A:Studio B: Live in Moskau)
- 1986 Phönix
- 1987 Feuerland и I don’t know who I should belong to (engl.)
- 1988 Hermine (Линденберг поёт песни с 1929 по 1988), Gänsehaut (Balladen Sampler),
- 1988 Lieder statt Briefe («Песни вместо писем» на английском и русском языках, вместе с Аллой Пугачёвой, совместное производство фирм «Мелодия» — СССР и «Polydor» — ФРГ)
- 1988 Casa Nova (с Zeus B Held)
- 1989 Bunte Republik Deutschland
- 1990 Live in Leipzig (Live-LP)
- 1991 Ich will dich haben, Gustav
- 1992 Panik Panther
- 1993 Benjamin
- 1994 Hut Ab (Hommage Heinz Rudolf Kunze, BAP, Otto, Рио Райзер, Element of Crime, Нина Хаген, Nena etc.)
- 1995 Kosmos
- 1996 Und ewig rauscht die Linde и Berlin (engl. EP)
- 1997 Live 1996 und Belcanto (с Deutsches Filmorchester Babelsberg)
- 1998 Zeitmaschine (mit Freundeskreis) и  Raritäten… & Spezialitäten
- 1999 30 Jahre Lindenberg (Best Of)
- 2000 Der Exzessor, Das 1. Vermächtnis (3 CD Best of) и Das Beste mit und ohne Hut
- 2001 Ich schwöre: das volle Programm (live DO-CD)
- 2002 Atlantic Affairs
- 2003 Panikpräsident, Free Orbit (Re-Release) и Die Zweite mit und ohne Hut
- 2004 Kompletto — Alle Hits (Do-CD)
- 2004 Absolut (Best of Do-CD)
- 2005 Die Kollektion 1971 — 82 (4 CD-Box)
- 2006 Damenwahl (Alle Duette)
- 2006 Panik mit Hut (Best of Do-CD)
- 2008 Stark wie Zwei